# Campeonato Europeu de Atletismo em Pista Coberta de 2021 - 1500 m feminino
A prova dos 1500 metros feminino do Campeonato Europeu de Atletismo em Pista Coberta de 2021 foi disputada entre os dias 5 e 6 de março de 2021 na Arena Toruń, em Toruń, na Polónia.

## Recordes
Antes desta competição, os recordes mundiais e do campeonato nesta prova eram os seguintes:
|                       | Nome          | Nacionalidade | Tempo     | Local     | Data                   |
| --------------------- | ------------- | ------------- | --------- | --------- | ---------------------- |
| Recorde mundial       | Gudaf Tsegay  | Etiópia       | 3m 53s 09 | Liévin    | 9 de fevereiro de 2021 |
| Recorde do campeonato | Laura Muir    | Reino Unido   | 4m 02s 39 | Belgrado  | 4 de março de 2017     |
| Recorde europeu       | Abeba Aregawi | Suécia        | 3m 57s 91 | Estocolmo | 6 de fevereiro de 2014 |

## Medalhistas
| Ouro                   | Prata              | Bronze            |
| Elise Vanderelst (BEL) | Holly Archer (GBR) | Hanna Klein (GER) |

## Cronograma
Todos os horários são locais (UTC +1).
| Data       | Hora  | Evento  |
| ---------- | ----- | ------- |
| 5 de março | 12:22 | Bateria |
| 6 de março | 19:50 | Final   |

## Resultados

### Bateria
Qualificação: 2 atletas de cada bateria (Q) mais os 3 melhores qualificados (q).
| Posição | Bateria | Atleta                        | Nacionalidade | Tempo   | Notas                |
| ------- | ------- | ----------------------------- | ------------- | ------- | -------------------- |
| 1       | 3       | Hanna Klein                   | Alemanha      | 4:09.35 | Q                    |
| 2       | 1       | Holly Archer                  | Reino Unido   | 4:09.77 | Q,                   |
| 3       | 1       | Gesa Felicitas Krause         | Alemanha      | 4:09.92 | Q,                   |
| 4       | 3       | Águeda Muñoz                  | Espanha       | 4:09.94 | Q,                   |
| 5       | 1       | Elise Vanderelst              | Bélgica       | 4:10.49 | q                    |
| 6       | 3       | Katie Snowden                 | Reino Unido   | 4:10.70 | q                    |
| 7       | 1       | Marta Pérez                   | Espanha       | 4:11.27 | q                    |
| 8       | 1       | Diana Mezuliáníková           | Chéquia       | 4:11.48 | Recorde pessoal      |
| 9       | 3       | Martyna Galant                | Polónia       | 4:12.08 |                      |
| 10      | 2       | Daryia Barysevich             | Bielorrússia  | 4:12.11 | Q                    |
| 11      | 2       | Esther Guerrero               | Espanha       | 4:12.39 | Q                    |
| 12      | 1       | Federica Del Buono            | Itália        | 4:12.79 | Recorde da temporada |
| 13      | 3       | Marta Pen Freitas             | Portugal      | 4:12.95 |                      |
| 14      | 2       | Caterina Granz                | Alemanha      | 4:13.53 |                      |
| 15      | 3       | Lenuța Simiuc                 | Roménia       | 4:14.94 | Recorde pessoal      |
| 16      | 2       | Gaia Sabbatini                | Itália        | 4:17.21 |                      |
| 17      | 1       | Orysya Demyanyuk              | Ucrânia       | 4:17.52 |                      |
| 18      | 2       | Claudia Bobocea               | Roménia       | 4:18.00 |                      |
| 19      | 2       | Klaudia Kazimierska           | Polónia       | 4:18.24 |                      |
| 20      | 2       | Lindsey De Grande             | Bélgica       | 4:18.45 |                      |
| 21      | 3       | Anastasia-Panayiota Marinakou | Grécia        | 4:19.60 | Recorde da temporada |
| 22      | 3       | Vera Hoffmann                 | Luxemburgo    | 4:20.50 |                      |

### Final
A final aconteceu às 19:50 no dia 6 de março de 2021.
| Posição           | Atleta                | Nacionalidade | Tempo   | Notas |
| ----------------- | --------------------- | ------------- | ------- | ----- |
| Medalha de ouro   | Elise Vanderelst      | Bélgica       | 4:18.44 |       |
| Medalha de prata  | Holly Archer          | Reino Unido   | 4:19.91 |       |
| Medalha de bronze | Hanna Klein           | Alemanha      | 4:20.07 |       |
| 4                 | Marta Pérez           | Espanha       | 4:20.39 |       |
| 5                 | Esther Guerrero       | Espanha       | 4:20.45 |       |
| 6                 | Katie Snowden         | Reino Unido   | 4:21.81 |       |
| 7                 | Daryia Barysevich     | Bielorrússia  | 4:22.98 |       |
| 8                 | Gesa Felicitas Krause | Alemanha      | 4:24.26 |       |
| 9                 | Águeda Muñoz          | Espanha       | DSQ     |       |

Legenda
| Recorde mundial       | Recorde mundial (World record)               |                       | Recorde africano                      | Recorde africano (African) |                                           | Q | Classificado por posição (Qualified) |
| Recorde do campeonato | Recorde do campeonato (Championship record)  | Recorde da América    | Recorde da América (Americas)         | q                          | Classificado por melhor tempo (Qualified) |   |                                      |
| Melhor marca do ano   | Melhor marca do ano (World leading)          | Recorde asiático      | Recorde asiático (Asian)              | DNS                        | Não largou (Did not start)                |   |                                      |
| Recorde nacional      | Recorde nacional (National record)           | Recorde europeu       | Recorde europeu (European)            | DNF                        | Não terminou (Did not finish)             |   |                                      |
| Recorde pessoal       | Recorde pessoal do atleta (Personal best)    | Recorde da Oceania    | Recorde da Oceania (Oceania)          | DSQ / DQ                   | Desclassificado (Disqualified)            |   |                                      |
| Recorde da temporada  | Recorde da temporada do atleta (Season best) | Recorde sul-americano | Recorde sul-americano (South America) | NM                         | Sem marca (No mark)                       |   |                                      |